# Darlingia ferruginea
Darlingia ferruginea är en tvåhjärtbladig växtart som beskrevs av J. F. Bailey. Darlingia ferruginea ingår i släktet Darlingia och familjen Proteaceae. Inga underarter finns listade i Catalogue of Life.